# Stony Creek (Virginia)
Stony Creek è un comune degli Stati Uniti d'America, situato nello Stato della Virginia, nella contea di Sussex.